# Estoloides paralboscutellaris
Estoloides paralboscutellaris är en skalbaggsart som beskrevs av Stefan von Breuning 1971. Estoloides paralboscutellaris ingår i släktet Estoloides och familjen långhorningar. Inga underarter finns listade i Catalogue of Life.